# Lysimachia cordifolia
Lysimachia cordifolia là một loài thực vật có hoa trong họ Anh thảo. Loài này được Hand.-Mazz. mô tả khoa học đầu tiên năm 1928.